# Plassac, Gironde
Plassac är en kommun i departementet Gironde i regionen Nouvelle-Aquitaine i sydvästra Frankrike. Kommunen ligger i kantonen Blaye som tillhör arrondissementet Blaye. År 2022 hade Plassac 942 invånare.

## Befolkningsutveckling
Antalet invånare i kommunen Plassac
Referens:INSEE